# Cimetière juif de Rosenwiller
Le cimetière juif de Rosenwiller est une nécropole située route de Grendelbruch à Rosenwiller, dans le département français du Bas-Rhin.

## Historique

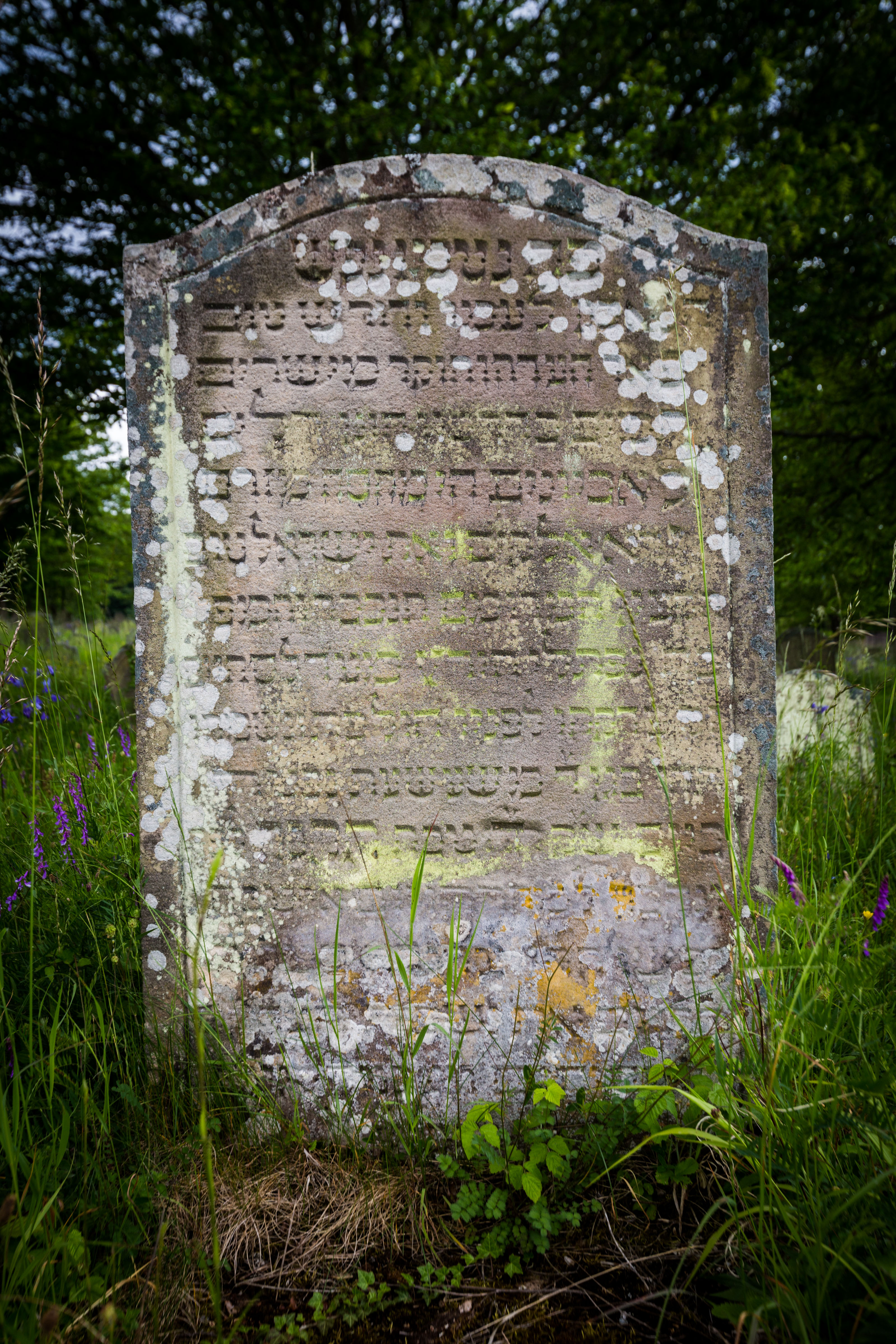
La sépulture de Cerf Beer.

La première mention d'un cimetière juif à Rosenwiller date de 1366, mais la stèle la plus ancienne remonte à 1657. C’est la plus ancienne et plus grande nécropole juive d’Alsace.
Dans ce cimetière sont inhumés, entre autres, l’ensemble des rabbins des possessions de l’Évêché de Strasbourg siégeant à Mutzig, représentant une vingtaine de communautés juives des alentours. On y peut y voir aussi la tombe de Cerf Beer mort en 1793 (section II, rangée 16, 6e tombe en partant du début de la rangée).

## Architecture

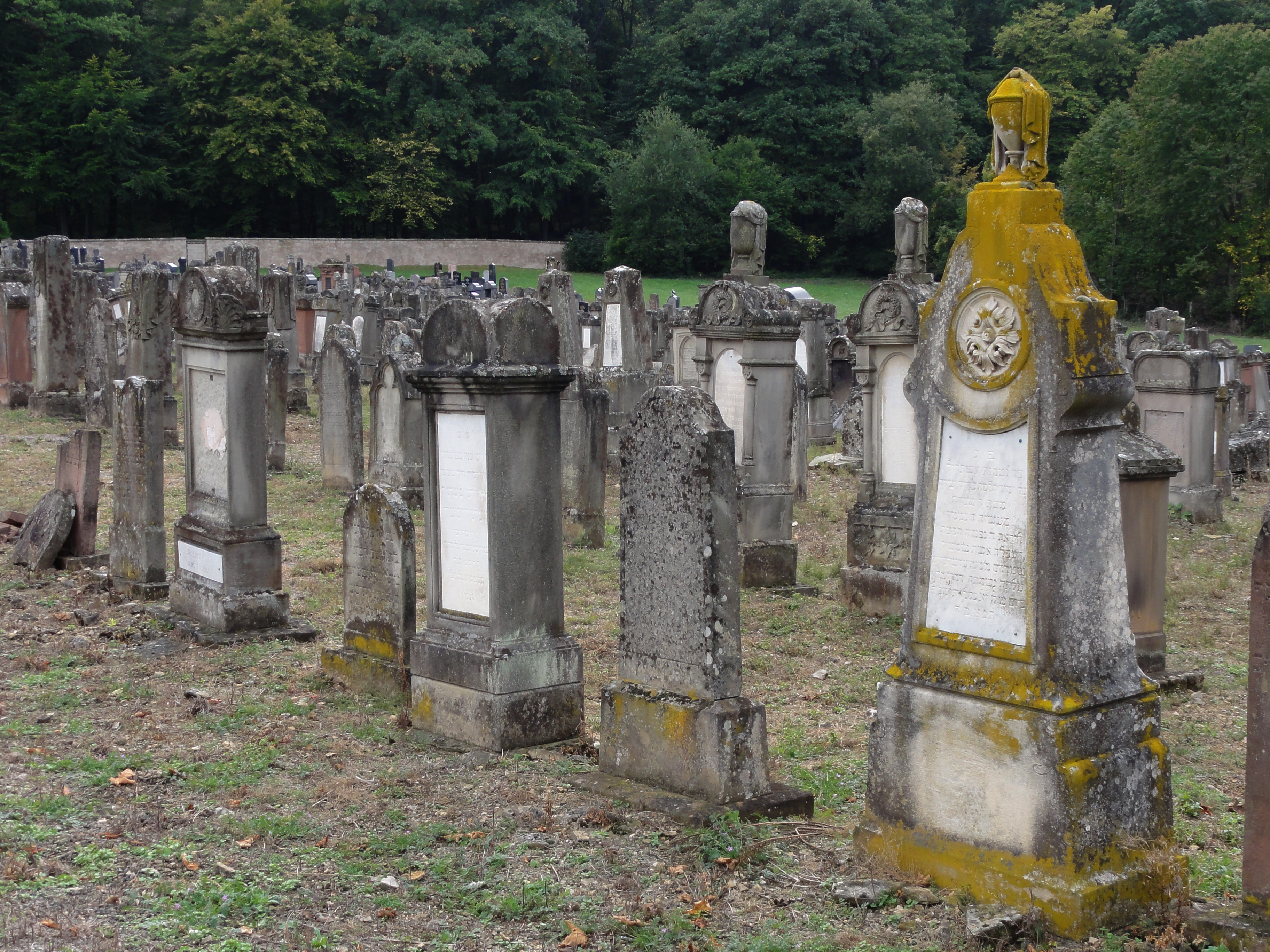
Vue d'ensemble sur le cimetière juif.

Le cimetière juif est mentionné dès 1366, mais c'est en 1621 seulement, qu'il est fait mention, pour la première fois, du cimetière et de l'inhumation de Juifs à Rosenwiller.
La stèle la plus ancienne remonte à 1657.
Ce cimetière a fait l'objet d'une inscription sur l'inventaire supplémentaire des monuments historiques depuis 1995.

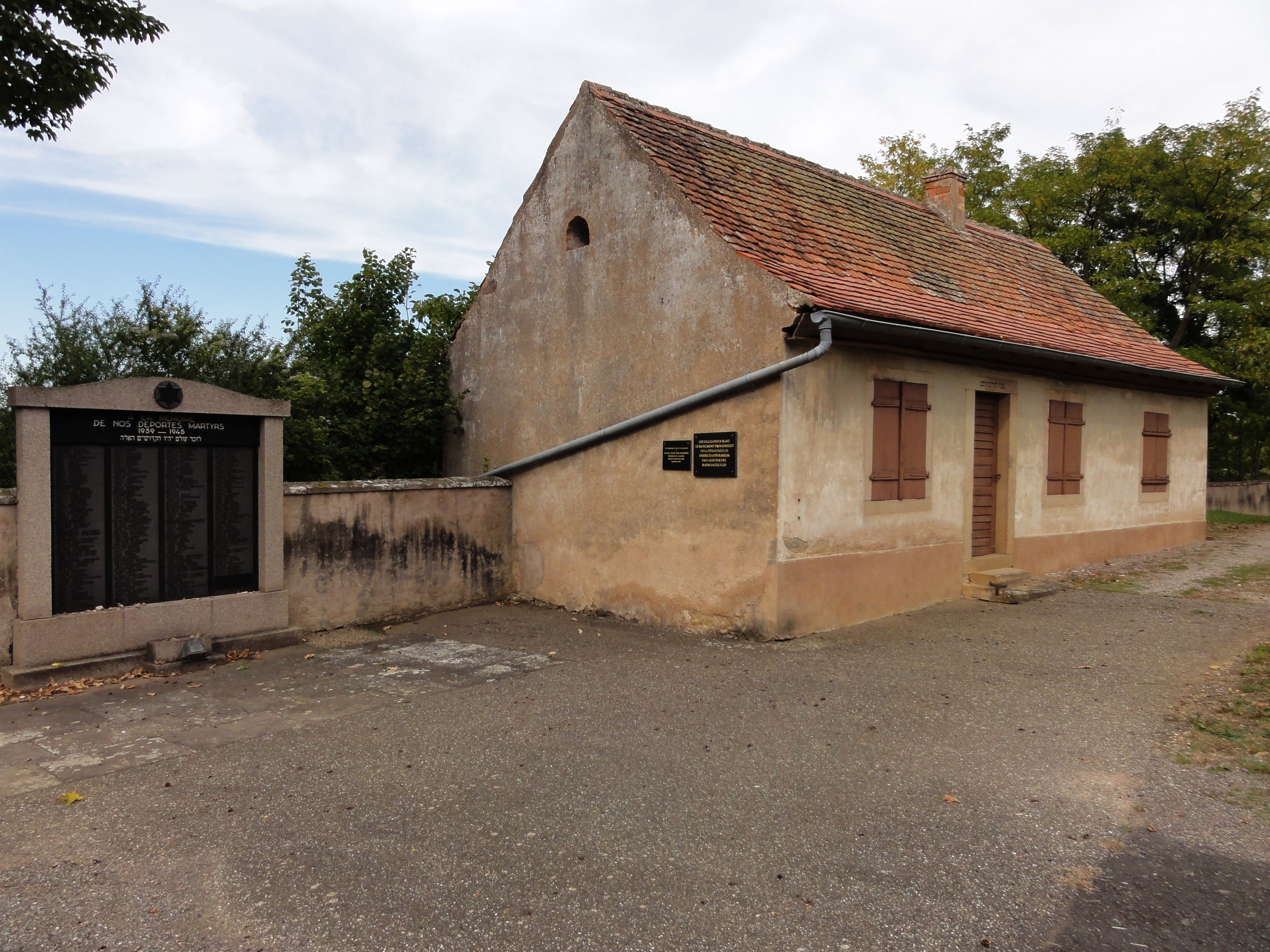
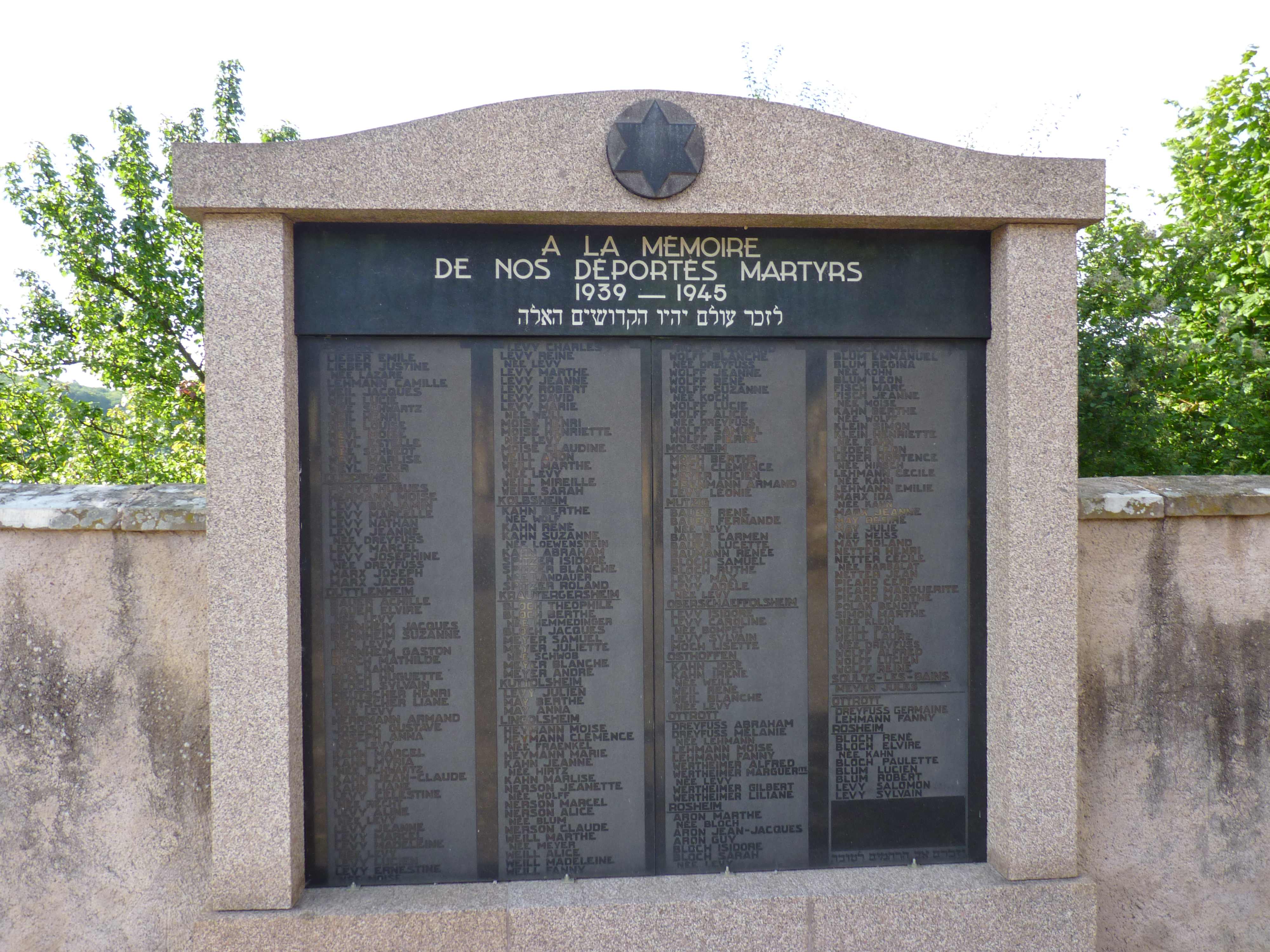
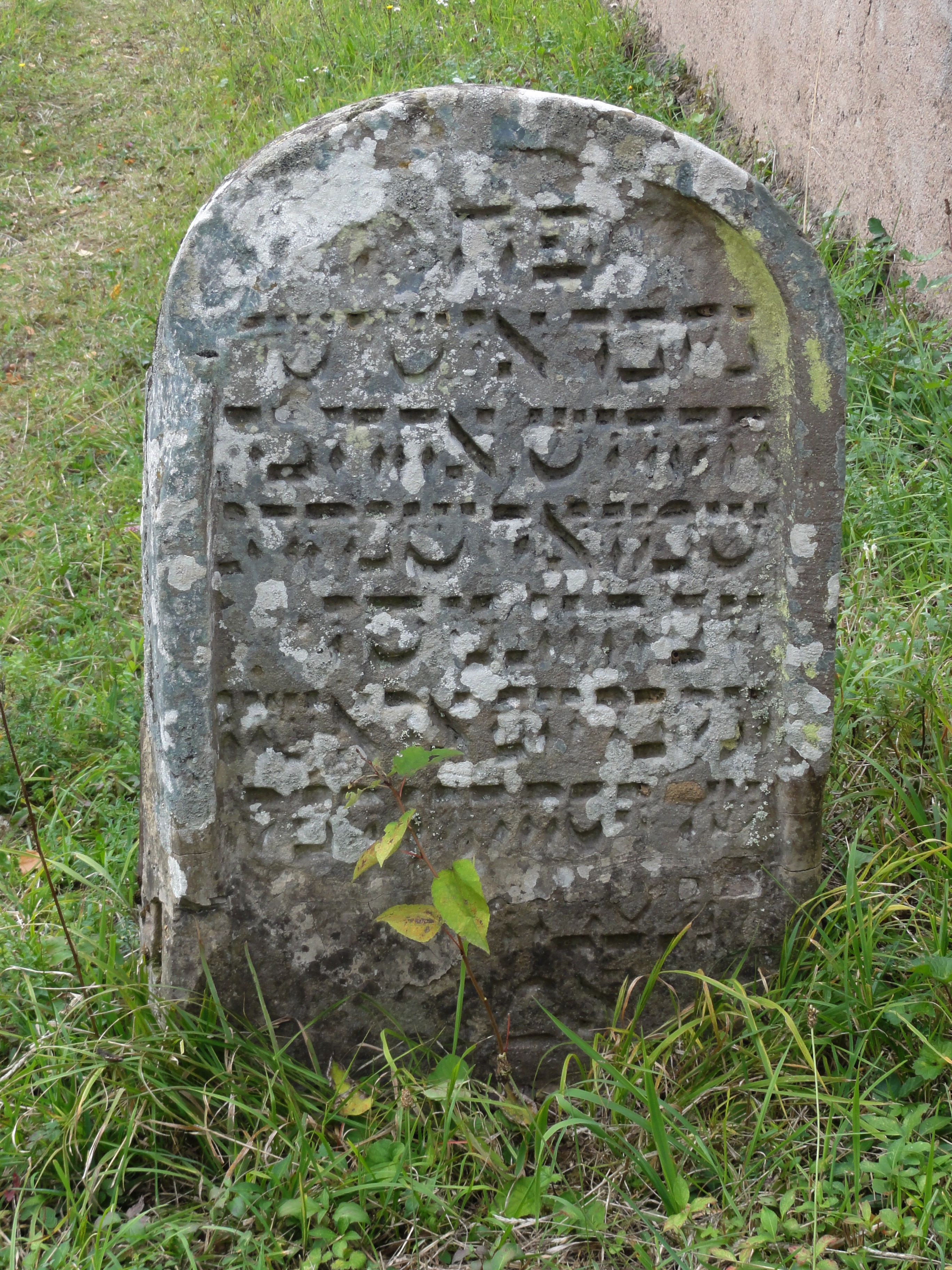
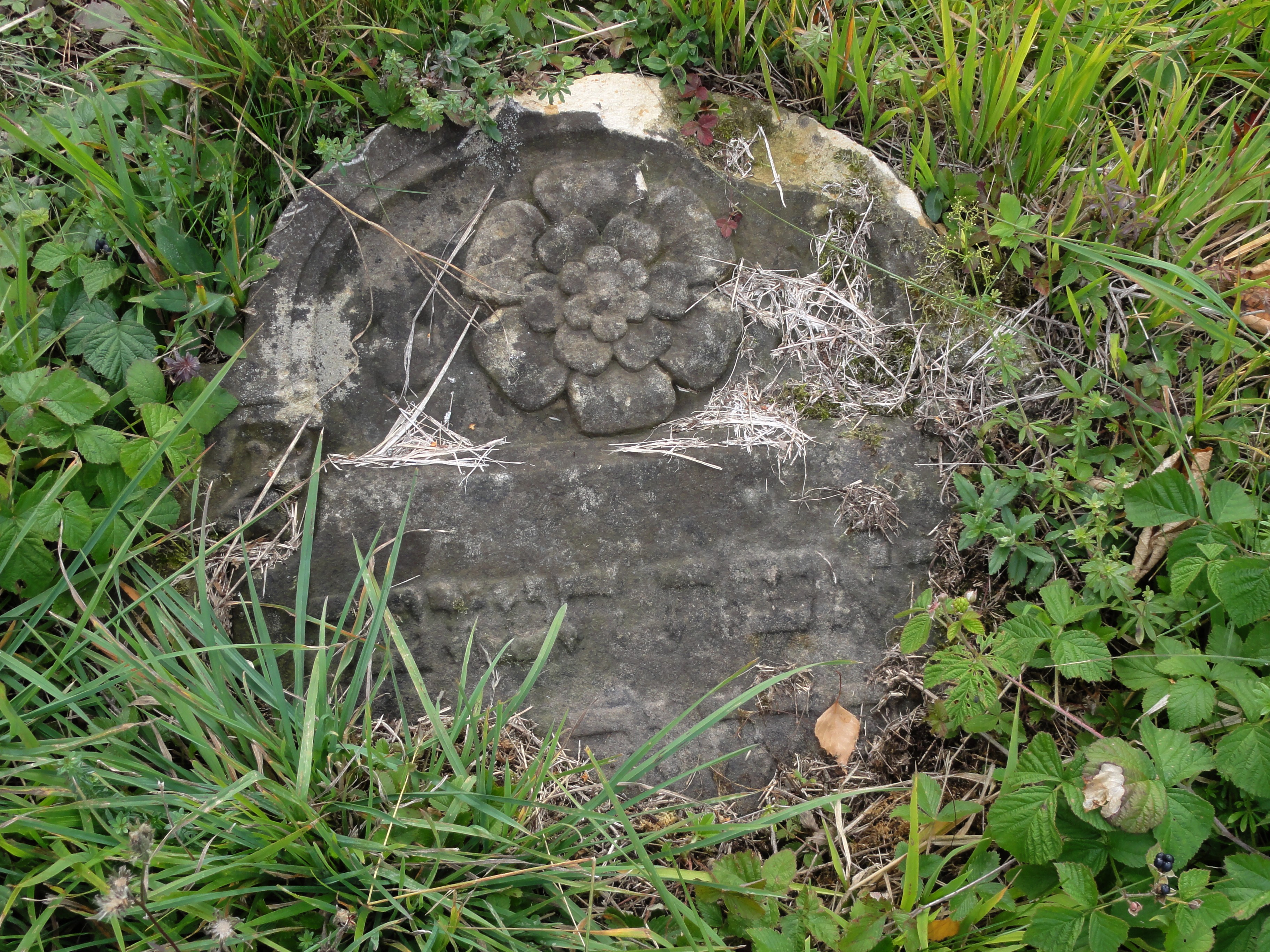
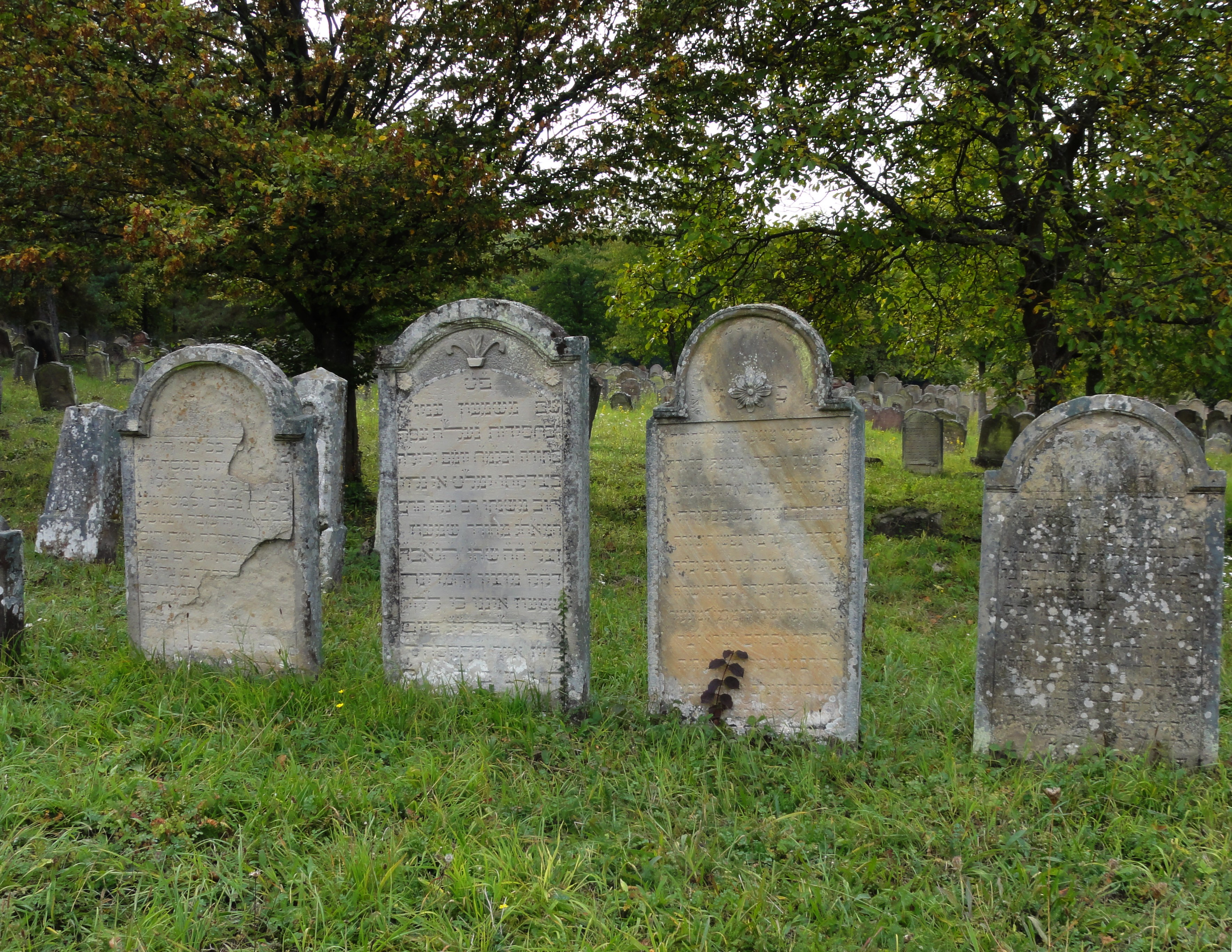
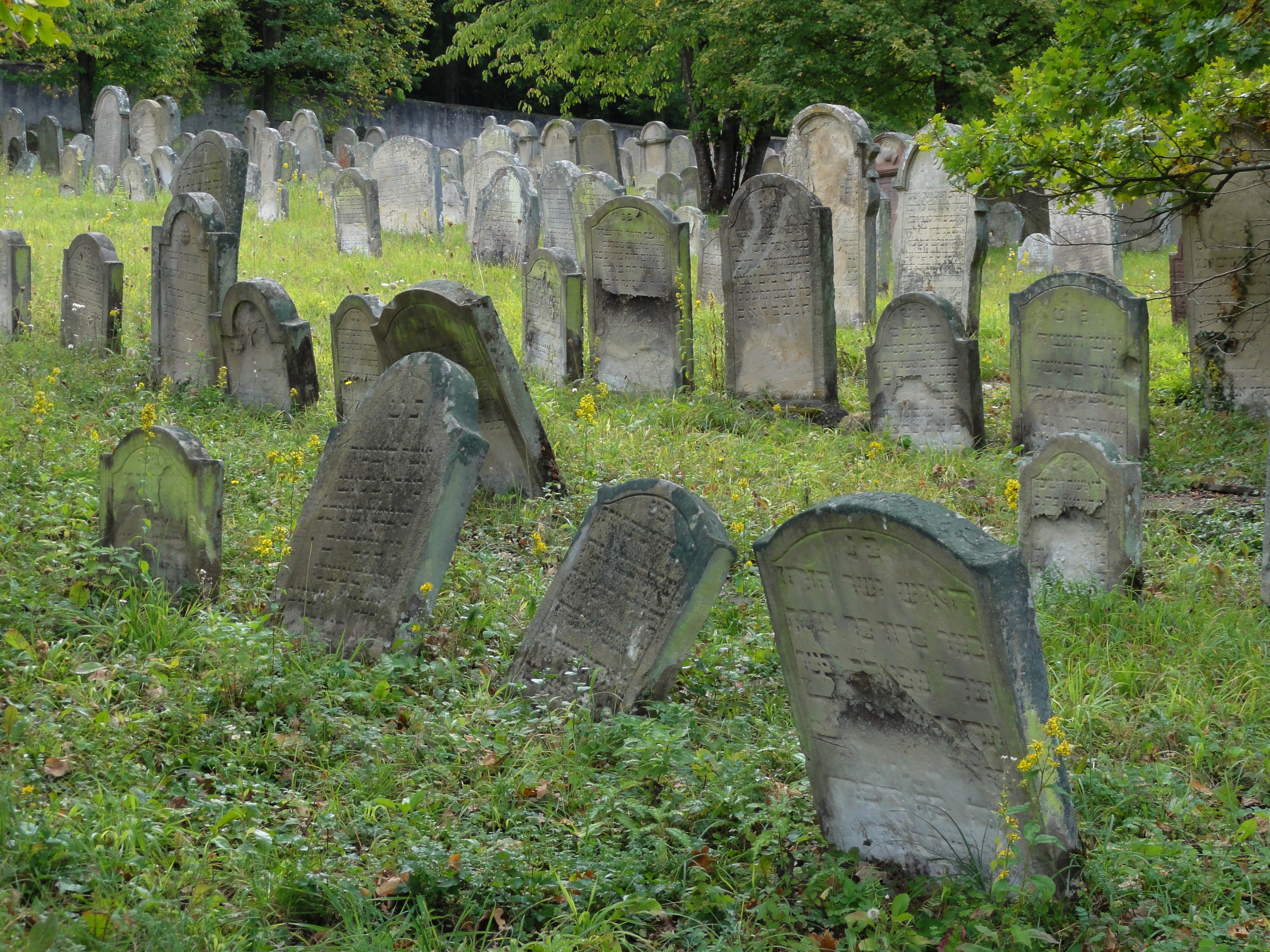
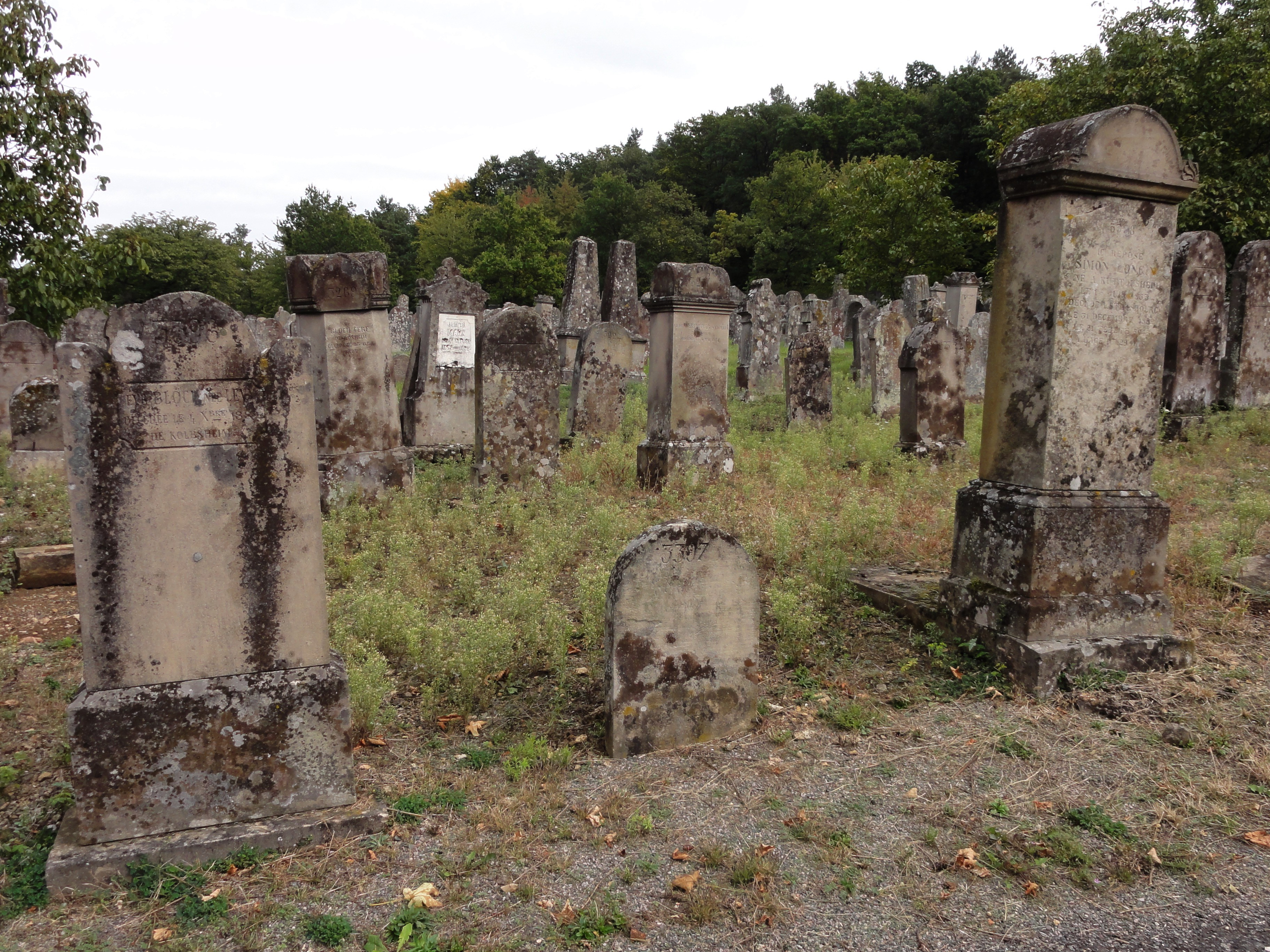